# Akira Ryō
Akira Ryō (梁 明?  20 de octubre de 1967 en Hyōgo) es un expiloto de motociclismo japonés. Fue campeón en el All Japan Road Race Championship en 2001. También fue subcampeón en 1996 y tercero en 1999, parte de una larga serie de finales de la serie top 10. Terminó tercero en la carrera 8 Horas de Suzuka en 1997, junto con Shinja Takeishi. Junto a Keiichi Kitagawa llegaron en segundo lugar en 2000. En 2006 fue probador de fábrica para Suzuki.
Los fanáticos de las carreras fuera de Japón lo conocerán por sus entradas regulares en campeonatos internacionales, principalmente en las carreras japonesas. En el Campeonato Mundial de Superbikes compitió entre 1996 y 2001, obteniendo una victoria en la ronda japonesa en 1999, así como tres podios más. Fue el principal piloto probador de la Suzuki GSV-R MotoGP, y compitió en varias ocasiones en 2002 y 2003. Casi causa una gran revolución en el Gran Premio de Japón de 2002 al liderar durante gran parte de la carrera, antes de terminar segundo por detrás de Valentino Rossi.

## Trayectoria

### Mundial de motociclismo
Sistema de puntuación de 1988 a 1992:
| Posición | 1.º | 2.º | 3.º | 4.º | 5.º | 6.º | 7.º | 8.º | 9.º | 10.º | 11.º | 12.º | 13.º | 14.º | 15.º |
| Puntos   | 20  | 17  | 15  | 13  | 11  | 10  | 9   | 8   | 7   | 6    | 5    | 4    | 3    | 2    | 1    |

Sistema de puntuación de 1993 en adelante:
| Posición | 1.º | 2.º | 3.º | 4.º | 5.º | 6.º | 7.º | 8.º | 9.º | 10.º | 11.º | 12.º | 13.º | 14.º | 15.º |
| Puntos   | 25  | 20  | 16  | 13  | 11  | 10  | 9   | 8   | 7   | 6    | 5    | 4    | 3    | 2    | 1    |

| Año  | Cat.   | Moto   | 1       | 2     | 3      | 4     | 5     | 6      | 7      | 8      | 9      | 10    | 11    | 12    | 13    | 14     | 15     | 16    | Pts. | Pos. |
| ---- | ------ | ------ | ------- | ----- | ------ | ----- | ----- | ------ | ------ | ------ | ------ | ----- | ----- | ----- | ----- | ------ | ------ | ----- | ---- | ---- |
| 2000 | 500cc  | Suzuki | RSA -   | MAL - | JPN 10 | SPA - | FRA - | ITA -  | CAT -  | NED -  | GBR -  | GER - | CZE - | POR - | VAL - | BRA -  | PAC -  | AUS - | 6    | 21.º |
| 2001 | 500cc  | Suzuki | JPN Ret | RSA - | SPA -  | FRA - | ITA - | CAT -  | NED -  | GBR -  | GER -  | CZE - | POR - | VAL - | PAC - | AUS -  | MAL -  | BRA - | 0    | -    |
| 2002 | MotoGP | Suzuki | JPN 2   | RSA - | SPA -  | FRA - | ITA - | CAT 11 | NED 15 | GBR 13 | GER 11 | CZE - | POR - | BRA - | PAC - | MAL 11 | AUS -  | VAL - | 41   | 18.º |
| 2003 | MotoGP | Suzuki | JPN -   | RSA - | SPA -  | FRA - | ITA - | CAT -  | NED -  | GBR -  | GER -  | CZE - | POR - | BRA - | PAC - | MAL 10 | AUS 20 | VAL - | 6    | 24.º |

| Color     | Resultado                                                               |
| --------- | ----------------------------------------------------------------------- |
| Oro       | Ganador                                                                 |
| Plata     | 2.ª plaza                                                               |
| Bronce    | 3.ª plaza                                                               |
| Verde     | Finalizó en los puntos                                                  |
| Azul      | Finalizó sin puntos                                                     |
| Azul      | NC - No clasificado                                                     |
| Violeta   | Ret - No terminó (Carrera)                                              |
| Rojo      | DNQ - No se clasificó                                                   |
| Negro     | DSQ - Descalificado                                                     |
| Blanco    | DNS - No empezó (carrera)                                               |
| Blanco    | WD - Retirado (fin de semana)                                           |
| Blanco    | C - Carrera cancelada                                                   |
| Sin color | DNP - Inscrito pero no participó                                        |
| Sin color | INJ - Lesionado                                                         |
| Sin color | EX - Excluido                                                           |
| Estado    | Resultado                                                               |
| Negrita   | Pole position                                                           |
| Cursiva   | Vuelta rápida                                                           |
| †         | Abandona, pero clasifica al completar el porcentaje requerido para ello |

### Campeonato Mundial de Superbikes

#### Carreras por año
| Year | Make     | 1     | 1     | 2     | 2     | 3     | 3     | 4     | 4     | 5     | 5     | 6     | 6     | 7     | 7     | 8     | 8     | 9      | 9      | 10    | 10    | 11     | 11    | 12    | 12    | 13    | 13    | Pos. | Pts. |
| Year | Make     | R1    | R2    | R1    | R2    | R1    | R2    | R1    | R2    | R1    | R2    | R1    | R2    | R1    | R2    | R1    | R2    | R1     | R2     | R1    | R2    | R1     | R2    | R1    | R2    | R1    | R2    | Pos. | Pts. |
| ---- | -------- | ----- | ----- | ----- | ----- | ----- | ----- | ----- | ----- | ----- | ----- | ----- | ----- | ----- | ----- | ----- | ----- | ------ | ------ | ----- | ----- | ------ | ----- | ----- | ----- | ----- | ----- | ---- | ---- |
| 1995 | Kawasaki | GER - | GER - | SMR - | SMR - | GBR - | GBR - | ITA - | ITA - | SPA - | SPA - | AUT - | AUT - | USA - | USA - | EUR - | EUR - | JPN 11 | JPN 17 | NED - | NED - | INA -  | INA - | AUS - | AUS - |       |       | 5    | 43.º |
| 1996 | Kawasaki | SMR - | SMR - | GBR - | GBR - | GER - | GER - | ITA - | ITA - | CZE - | CZE - | USA - | USA - | EUR - | EUR - | INA - | INA - | JPN 9  | JPN 6  | NED - | NED - | SPA -  | SPA - | AUS - | AUS - |       |       | 17   | 25.º |
| 1997 | Kawasaki | AUS - | AUS - | SMR - | SMR - | GBR - | GBR - | GER - | GER - | ITA - | ITA - | USA - | USA - | EUR - | EUR - | AUT - | AUT - | NED -  | NED -  | SPA - | SPA - | JPN 17 | JPN 8 | INA - | INA - |       |       | 9    | 38.º |
| 1998 | Suzuki   | AUS - | AUS - | GBR - | GBR - | ITA - | ITA - | SPA - | SPA - | GER - | GER - | SMR - | SMR - | RSA - | RSA - | USA - | USA - | EUR -  | EUR -  | AUT - | AUT - | NED -  | NED - | JPN 2 | JPN 3 |       |       | 36   | 17.º |
| 1999 | Suzuki   | RSA - | RSA - | AUS - | AUS - | GBR - | GBR - | SPA - | SPA - | ITA - | ITA - | GER - | GER - | SMR - | SMR - | USA - | USA - | EUR -  | EUR -  | AUT - | AUT - | NED -  | NED - | GER - | GER - | JPN 1 | JPN 2 | 45   | 15.º |
| 2000 | Suzuki   | RSA - | RSA - | AUS - | AUS - | JPN 4 | JPN 9 | GBR - | GBR - | ITA - | ITA - | GER - | GER - | SMR - | SMR - | SPA - | SPA - | USA -  | USA -  | EUR - | EUR - | NED -  | NED - | GER - | GER - | GBR - | GBR - | 20   | 29.º |
| 2001 | Suzuki   | SPA - | SPA - | RSA - | RSA - | AUS - | AUS - | JPN 5 | JPN 7 | ITA - | ITA - | GBR - | GBR - | GER - | GER - | SMR - | SMR - | USA -  | USA -  | EUR - | EUR - | GER -  | GER - | NED - | NED - | ITA - | ITA - | 20   | 26.º |